# Jaide Stepter Baynes
Jaide Stepter Baynes (ur. 25 września 1994 w Santa Ana) – amerykańska lekkoatletka specjalizująca się w biegach sprinterskich i płotkarskich.
Zdobyła złoty medal mistrzostw świata (2022) i dwa złote medale mistrzostw NACAC (2022). Dwukrotna srebrna medalistka IAAF World Relays (2017, 2019).

## Osiągnięcia
| Rok     | Zawody                        | Miasto       | Miejsce    | Konkurencja                 | Wynik   |
| ------- | ----------------------------- | ------------ | ---------- | --------------------------- | ------- |
| 2016    | Młodzieżowe mistrzostwa NACAC | San Salvador | 2. miejsce | bieg na 400 m               | 52,51   |
| 2016    | Młodzieżowe mistrzostwa NACAC | San Salvador | 1. miejsce | sztafeta 4 × 400 m          | 3:28,45 |
| 2017    | IAAF World Relays             | Nassau       | 2. miejsce | sztafeta mieszana 4 × 400 m | 3:17,29 |
| 2019    | IAAF World Relays             | Jokohama     | 2. miejsce | sztafeta 4 × 400 m          | 3:27,65 |
| 2019    | Igrzyska panamerykańskie      | Lima         | DSQ        | bieg na 400 m               | N/A     |
| 2019    | Igrzyska panamerykańskie      | Lima         | 1. miejsce | sztafeta 4 × 400 m          | 3:26,46 |
| 2022    | Mistrzostwa świata            | Eugene       | 1. miejsce | sztafeta 4 × 400 m          | 3:17,79 |
| 2022    | Mistrzostwa NACAC             | Freeport     | 1. miejsce | sztafeta 4 × 400 m          | 3:23,54 |
| 2022    | Mistrzostwa NACAC             | Freeport     | 1. miejsce | sztafeta mieszana 4 × 400 m | 3:12,05 |
| Źródło: |                               |              |            |                             |         |

## Rekordy życiowe
(stan na 8 kwietnia 2023)
- bieg na 400 m – 50,63 (5 lipca 2018, Lozanna)
- sztafeta 4 × 100 m – 43,46 (15 maja 2016, Seattle)
- sztafeta 4 × 400 m – 3:23,38 (23 lipca 2022, Eugene)
- sztafeta mieszana 4 × 400 m – 3:12,05 (20 sierpnia 2022, Freeport)

Halowe
- bieg na 400 m – 52,22 (12 marca 2016, Birmingham)
- sztafeta 4 × 400 m – 3:28,82 (13 lutego 2016, Fayetteville)

Źródło: 